# 에르코스
주식회사 에르코스 농업회사법인(영어: Ercohs)은 대한민국의 농업회사이다. 이재명 대표의 저출생 해결 정책 수혜주로 시장에서 여겨지고 있다.

## 역사
2025년 키움제6호스팩과의 스팩합병을 통해 코스닥 시장에 상장하였다.